# Proceratophrys dibernardoi
Proceratophrys dibernardoi es una especie de anfibio anuro de la familia Odontophrynidae.

## Distribución geográfica
Esta especie es endémica de Brasil. Se encuentra en Goiás y Mato Grosso.

## Descripción
Los machos miden de 28.4 a 34.6 mm y las hembras de 39.7 a 43.6 mm.

## Etimología
Esta especie lleva el nombre en honor a Marcos Di-Bernardo.

## Publicación original
- Brandão, Caramaschi, Vaz-Silva & Campos, 2013 : Three new species of Proceratophrys Miranda-Ribeiro 1920 from Brazilian Cerrado (Anura, Odontophrynidae). Zootaxa, n.º 3750, p. 321-347.[2]